# Perto de Ti
Perto de Ti é um álbum de estúdio da cantora Sandrinha, gravado em 2018, de forma Independente, produzido pelo produtor Paulo César Baruk. O álbum contém 11 faixas.

## Faixas
1. Na Direção de Deus
2. Tua Provisão
3. Acontece
4. Perto de Ti
5. Deus e Eu
6. Me Faz Triunfar
7. Adorando na Guerra
8. Se Eu Me Humilhar
9. Livres
10. Pode Chorar
11. Filho da Promessa